# 汶川柳
汶川柳（学名：Salix ochetophylla）是杨柳科柳属的植物，是中国的特有植物。分布在中国大陆的四川等地，生长于海拔2,800米的地区，常生于山坡，目前尚未由人工引种栽培。